# Mercat d'Arenys de Mar
El Mercat d'Arenys de Mar és una obra del municipi d'Arenys de Mar inclosa en l'Inventari del Patrimoni Arquitectònic de Catalunya.

## Descripció
Gran construcció de maó vist i pedra, amb escalinata i porxo d'entrada que forma tres arcades presidit per un finrestral d'arc ogival al centre de la façana. La coberta és de cavalls de ferro vist. Interior d'una sola nau dividida en tres carrers -tants com portes d'entrada- per a facilitar la compartimentació de les parades. Al centre, on el carrer de les Margarides travessaria el local, es disposen, en una rotonda, les parades del peix. Finestrals, d'il·luminació, laterals. Gran finestral central a la façana a nivell del pis, sobre el porxo. Ornamentació amb rajoletes i motllures als elements de pedra situats al sòcol, a l'arrencada dels arcs d'entrada i als pinacles. Obra postmodernista

## Història
La construcció de l'edifici es va dur a terme entre 1925 i 1929. L'autor del projecte és l'arquitecte Ignasi Mas i Morell.
Està situat en un lloc cèntric de la Riera, a prop de la plaça de l'església, destaca del conjunt per la seva magnitud i pel buit del porxo, tot i seguir la mateixa alineació de façana de les cases veïnes. Aquest darrers anys s'hi instal·là l'emissora municipal sobre el buit del porxo, al primer pis.